# کاسمی تی
کاسمی تی (انگلیسی: Kusmi Tea) شرکت صنایع غذایی فرانسوی است، که در سال ۱۸۶۷ تأسیس شد.